# Dolichopoda aranea
Dolichopoda aranea är en insektsart som beskrevs av Bolívar, I. 1899. Dolichopoda aranea ingår i släktet Dolichopoda och familjen grottvårtbitare. Inga underarter finns listade i Catalogue of Life.